# Dico (Azerbaigian)
Dico è un comune dell'Azerbaigian situato nel distretto di Lerik. Conta una popolazione di 280 abitanti.